# Нурхан Манукян
Нурха́н Манукя́н (арм. Նուրհան Մանուկյան, в миру Пого́с Манукя́н; 22 июля 1948, Алеппо, Сирия) — 97-й по счёту Иерусалимский патриарх Армянской апостольской церкви с 24 января 2013 года, архиепископ. Владеет английским, ивритом и арабским языками. Автор скандального письма в адрес Гарегина Второго, в котором отметил, что убедился в том, что Католикоса всех армян больше интересует внешнее и материальное.

## Биография
Родился 22 июля 1948 года в Аллепо, куда бежали его предки, спасаясь от геноцида.
Начальное образование получил в школе-училище «Айказян». В 1961 году поступил в воскресную школу Антелиаса (Ливан). Через 5 лет в 1966 году поступил в семинарию-интернат в Иерусалиме (арм. Երուսաղեմի Սրբոց Յակոբեանց ժառանգավորաց վարժարան). 27 июля 1968 года был рукоположён в диаконы, а 15 июня 1971 года в сан иеромонаха и взял имя Нурхан.
В 1971—1972 годах Манукян был заместителем инспектора семинарии-интерната в Иерусалиме, а в 1975 году стал инспектором этого учебного заведения. В 1972—1973 годах служил пастором в Женеве, в 1973 году был рукоположён в монахи (вардапет).
С 1974 по 1980 годы служил пастором армянской общины в Хайфе (Израиль). В 1980—1983 годах получал богословское образование в Нью-Йорке, а после в течение 10 лет служил в Армянской апостольской церкви Восточной епархии Армянской апостольской церкви в США.
С 1994 года — пастор в церкви Святого Геворка в Хьюстоне. Через 4 года в 1998 году был избран ключарём (ризничим) Святого престола армянского Иерусалимского патриархата. 14 декабря 1999 года рукоположён в епископы, а в 2000 году возведен в сан архиепископа.
В январе 2009 года назначен патриаршим викарием на время болезни патриарха Торгома Манукяна.
После кончины патриарха Торгома II 12 октября 2012 года престол Армянского патриарха Иерусалима оставался вакантным. Выборы нового патриарха Иерусалима состоялись 24 января 2013 года. В результате второго тура голосования архиепископ Манукян получил 17 голосов, а его соперник, — местоблюститель патриарха, архиепископ Арис Ширванян — 15 голосов. Один участник голосования воздержался. Несмотря на то, что правительство Израиля не утвердило кандидатуру нового Иерусалимского Патриарха, ранее выступавшего с резкой критикой официальных властей страны за отказ признать «геноцид армянского народа 1915 года», церемония его интронизации всё же состоялась 4 июня в церкви Сурб Акоп в армянском квартале Иерусалима. В ней принимали участие представители Католикосата всех армян в Эчмиадзине (Армения) и Великого дома Киликийского (Антилиас, Ливан). Интронизация без согласия государственных институтов Израиля проводилась впервые. Кандидатура Манукяна, несмотря на позицию израильских властей, получила одобрение со стороны Палестинской автономии и Иордании, — королей Хусейна и Махмуда Аббаса. 23 июля 2013 года Нурхан Манукян был принят министром внутренних дел Израиля Гидеоном Сааром, в ходе встречи с которым Манукяну было вручено письмо, в котором говорилось, что правительство Израиля официально признаёт его в качестве нового армянского патриарха Иерусалима.

## Скандал вокруг Французской епархии ААЦ
В 2012 году священнику Армянской апостольской церкви (ААЦ) Ниццы отцу Ваче Айрапетяну был предъявлен целый ряд обвинений, в частности, в финансовых преступлениях, которые не были доказаны в суде, но, тем не менее, последний был вынужден оставить службу в Ницце и перебраться в Страсбург. Глава епархии ААЦ Франции архиепископ Норван Закарян и Католикос всех армян Гарегин II разошлись в оценке личности и деятельности отца Ваче, после чего Закарян до истечения срока своих полномочий подал в отставку. Помимо этого, рядом авторитетных СМИ, в частности, «Nouvelles d’Arménie», было опубликовано полученное от анонимных источников письмо Закаряна, в котором последний заявлял, что уже некоторое время Гарегину II доставляет удовольствие оскорблять и дискредитировать его.
Отставка Закаряна была принята, что возмутило армянскую диаспору Франции, а приходский совет ААЦ Святой Марии в Ницце опубликовал заявление, где была выражена обеспокоенность серьёзными проблемами внутри Армянской апостольской церкви. По данным Центрального комитета партии «АРФД» в Восточной Европе, который в течение двух недель следил за процессом отставки Закаряна, «основная причина отставки предводителя — жесткие методы и способы работы Гарегина II с Французской епархией ААЦ. Неуместное и единовластное вмешательство, неподобающее отношение к букве и духу устава епархии, что не свойственно архиепископу Норвану Закаряну».
3 августа 2013 года Нурхан Манукян направил скандальное письмо Католикосу всех армян Гарегину II, в котором выразил недоумение по поводу сообщения Высшего духовного совета об отставке главы Французской епархии Армянской апостольской церкви архиепископа Норвана Закаряна. Манукян отметил, что убедился в том, что Гарегина II больше интересует внешнее и материальное и заявил о своем отказе принять участие в намеченном на 21—28 сентября Собрании епископов.
27 сентября 2015 года с целью участия в ритуале освящения мира в Армению прибыл Манукян. По некоторым сведениям, Гарегин II принял Нурхана Манукяна.